# DuckDB
O DuckDB é um sistema de gerenciamento de banco de dados relacional (RDBMS) orientado a colunas de código aberto, originalmente desenvolvido por Mark Raasveldt e Hannes Mühleisen no Centrum Wiskunde & Informatica (CWI) na Holanda e lançado pela primeira vez em 2019.
Ele foi projetado para fornecer alto desempenho em consultas complexas em grandes bancos de dados em configuração incorporada, como combinar tabelas com centenas de colunas e bilhões de linhas. Ao contrário de outros bancos de dados incorporados (por exemplo, SQLite), o DuckDB não está se concentrando em aplicativos transacionais (OLTP) e, em vez disso, é especializado em cargas de trabalho de processamento analítico online (OLAP).
O DuckDB não compete com os DBMS tradicionais como MSSQL, PostgreSQL etc. Ao usar SQL para consultas, o DuckDB tem como alvo os aplicativos sem servidor e fornece respostas extremamente rápidas usando arquivos Apache Parquet para armazenamento. Esses atributos o tornam uma escolha popular para análise de grandes conjuntos de dados no modo interativo, mas atendem mal aos requisitos do armazenamento de dados corporativos.
O DuckDB usa um mecanismo de processamento de consultas vetorizado. O DuckDB é especial entre os sistemas de gerenciamento de banco de dados porque não tem nenhuma dependência externa e pode ser construído com apenas um compilador C++11. O DuckDB também se desvia do modelo tradicional Cliente-servidor ao ser executado dentro de um processo host (ele tem ligações, por exemplo, para um interpretador Python com a capacidade de colocar dados diretamente em matrizes NumPy.